# Thamnochortus bachmannii
Thamnochortus bachmannii är en gräsväxtart som beskrevs av Maxwell Tylden Masters. Thamnochortus bachmannii ingår i släktet Thamnochortus och familjen Restionaceae. Inga underarter finns listade i Catalogue of Life.